# Ciclo della crociata

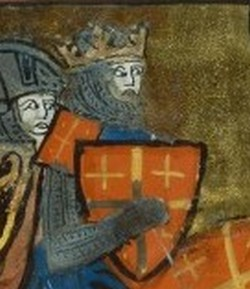
Goffredo di Buglione ritratto in un manoscritto del Godefroy de Bouillon

Il ciclo della crociata è un ciclo di canzoni di gesta in francese antico che narra i fatti della prima crociata e del suo seguito, con al centro la figura di Goffredo di Buglione.

## Storia
Il ciclo contiene una serie di testi, inizialmente indipendenti, raccolti in narrazioni interconnesse da redattori successivi. Nessuno dei poemi del ciclo è sopravvissuto in modo indipendente.
Il poema più antico del ciclo è la Chanson d'Antioche, che costituisce la base per la sezione "storica" del ciclo. La Chanson d'Antioche originale, composta da Riccardo il Pellegrino all'inizio del XII secolo, è perduta, ma è stata rimaneggiata tra 1177 e 1181 da Graindor de Douai, che ha anche rimaneggiato la Chanson de Jérusalem, e ha probabilmente composto di suo pugno Les Chétifs. Queste tre chanson costituiscono la base per il resto del ciclo, e sono più storicamente orientati rispetto alle chanson del ciclo composte successivamente.
Tra 1190 e 1220 furono composte le chansons che trattano, su basi leggendarie e favolose, la storia degli antenati di Goffredo di Buglione a partire dalla leggenda del cavaliere del Cigno, riferita a Goffredo forse perché, essendo questi 'cruce signatus', era un 'chevalier au signe', e il vocabolo 'signe' fu scambiato per 'cygne' (cigno) per omofonia.
Nella seconda metà del XIII secolo furono composte le cosiddette Continuations della Chanson de Jérusalem, che trattano gli avvenimenti seguenti alle vicende narrate nella Jérusalem, a cui si aggiunse il secondo ciclo della crociata intorno al 1300, che arrivò a toccare la caduta di Gerusalemme ad opera del Saladino in un poema ormai perduto.
Rispetto alle altre chansons, le canzoni di crociata si caratterizzano per un più massiccio intervento divino e miracoloso. L'etica feudale ha un ruolo minore, anche perché sono spesso sulla scena, in modo inedito per il genere, gli strati umili della società.

## I poemi epici del ciclo della crociata

### Ordine cronologico di composizione
Primo ciclo della crociata
- la Chanson d'Antioche (verso il 1100)
- la Chanson de Jérusalem (verso il 1135)
- les Chétifs (verso il 1149)
- le Chevalier au Cygne
- les Enfances Godefroi
- le Retour de Cornumaran
- la Naissance du Chevalier au Cygne: Eliose
- la Fin d'Elias
- les Continuations de la Chanson de Jérusalem: la Chrétienté Corbaran, la Prise d'Acre, la Mort Godefroi, la Chanson des Res Baudouin.

Secondo ciclo della crociata
- Le Chevalier au cygne et Godefroid de Bouillon
- Baudouin de Sebourc
- Le Bastard de Bouillon

Una quarta chanson de geste su Saladino è andata perduta.

### Ordine ciclico
Gli antenati di Goffredo e la sua infanzia e gioventù
- Naissance du Chevalier au Cygne,
- Chevalier au Cygne,
- Fin d'Elias,
- Enfances Godefroi,
- Retour de Cornumaran

che trattano, su basi leggendarie e favolose, la storia di Goffredo di Buglione a partire dalla sua infanzia.
Ciclo "storico"
- Chanson d'Antioche,
- Les Chétifs,
- Chanson de Jérusalem, che narrano episodi della prima crociata, sia reali che tutto inventati.

Continuations
Seguono le chanson de geste che trattano le conseguenze dirette della fondazione del Regno di Gerusalemme, vale a dire le Continuations de la Chanson de Jérusalem: Chrétienté Corbaran, Prise d'Acre, Mort Godefroi, Chanson des Res Baudouin.
Secondo ciclo della crociata
Infine vi è il secondo ciclo di crociata, con cui la narrazione arriva sino alla caduta di Gerusalemme: Chevalier au Cygne et Godefroid de Bouillon, Baudouin de Sebourc, Batard de Bouillon e il Saladin en prose, andato perduto.

## Edizioni
La Chanson d'Antioche fu edita per la prima volta da Alexis Paulin Paris nel 1848. Editori successivi del ciclo intero sono stati Stengel nel 1873, Smith nel 1912, Krüger nel 1936, Duparc-Quioc nel 1955, Sumberg nel 1968, ed infine seguono le edizioni critiche pubblicate dall'Università dell'Alabama (1977-2003).
Le edizioni dell'Università dell'Alabama sono divise come di seguito: 
1. La Naissance du Chevalier au Cygne: Elioxe, ed. Emanuel J. Mickel, Jr., and Beatrix, ed. Jan A. Nelson
2. Le Chevalier au Cygne and La Fin d'Elias, ed. Jan A. Nelson
3. Les Enfances de Godefroi and Le Retour de Cornumarant, ed. Emanuel J. Mickel
4. La Chanson d'Antioche, ed. Jan A. Nelson
5. Les Chétifs, ed. Geoffrey M. Myers
6. La Chanson de Jérusalem, ed. Nigel R. Thorp
7. The Jérusalem Continuations, part I: La Chrétienté Corbaran, ed. Peter R. Grillo
8. The Jérusalem Continuations, part II: La Prise d'Acre, La Mort Godefroi, and La Chanson des Rois Baudoin, ed. Peter R. Grillo
9. The Jérusalem Continuations: The London-Turin Version, ed. Peter R. Grillo
10. La Geste du Chevalier au Cygne, ed. Edmond A. Emplaincourt
11. Godefroi de Buillon, ed. Jan Boyd Roberts